# ملجأ القنابل

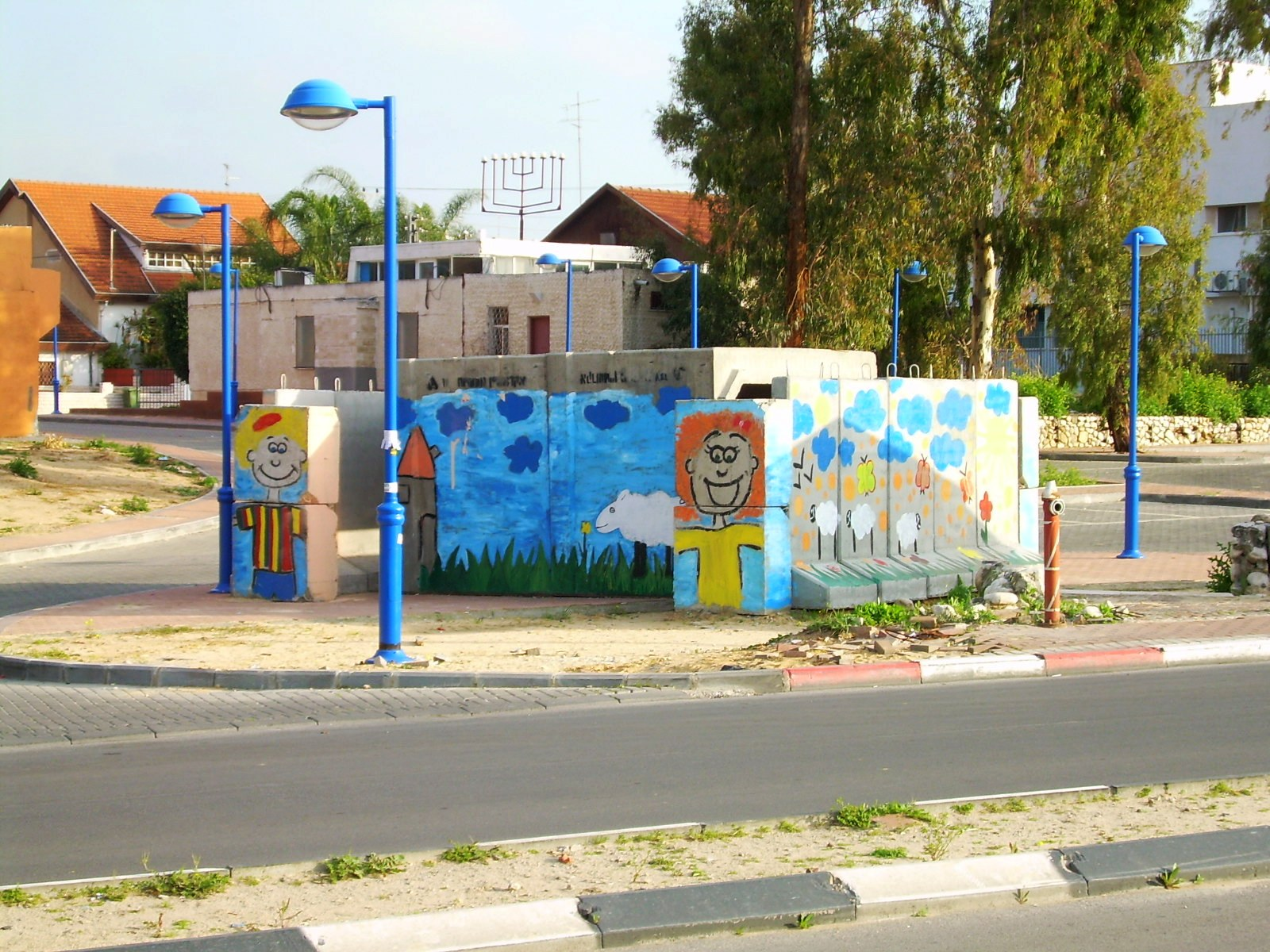
ملجأ عام للقنابل في سديروت، إسرائيل

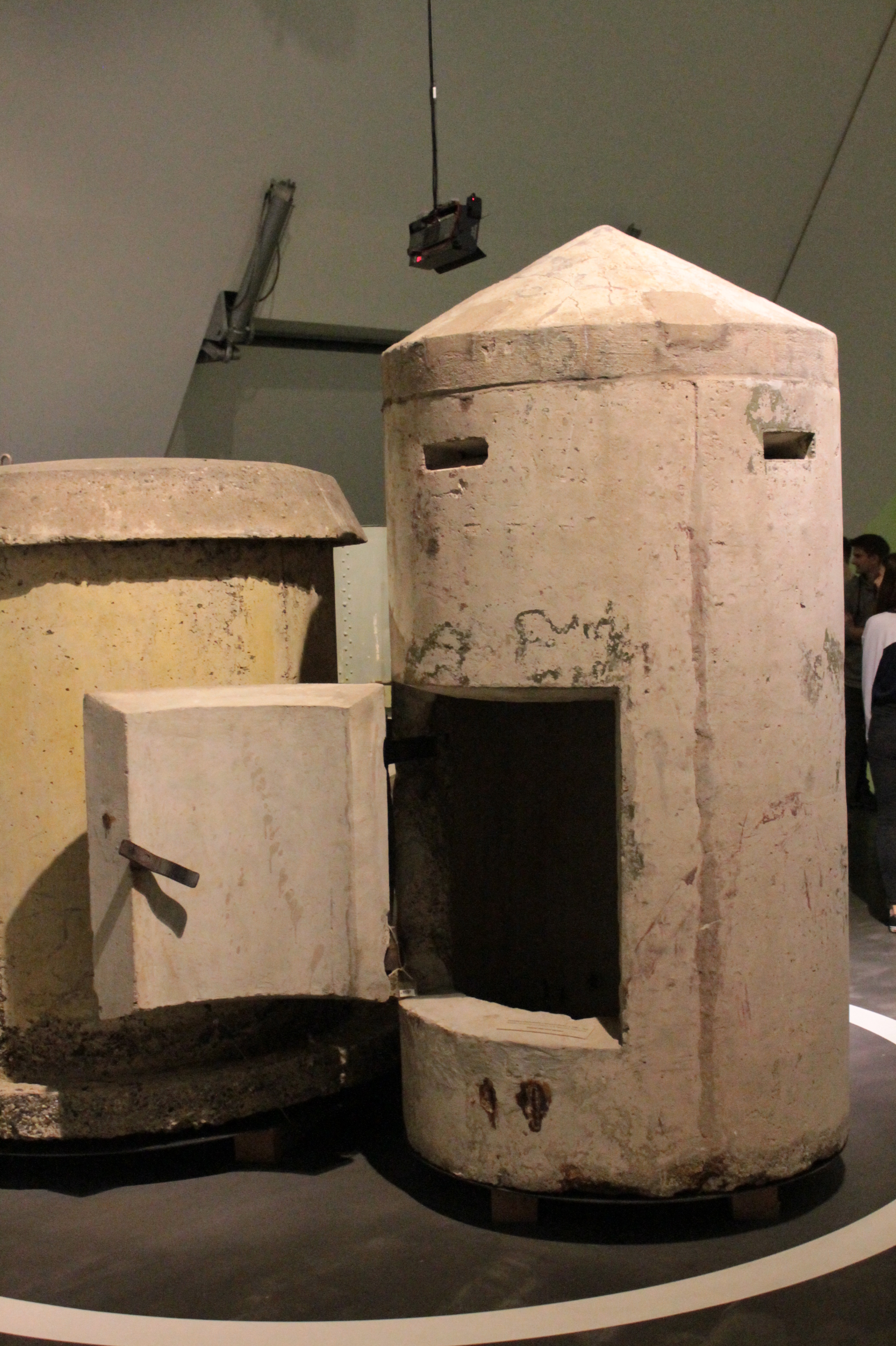
مأوى لفرد واحد من الحرب العالمية الثانية ألمانيا، ومتحف تاريخ الجيش الألماني، درسدن

ملجأ القنابل، هيكل مصمم لتوفير الحماية ضد آثار القنابل.

## أنواع الملاجئ
يتم تشييد أنواع مختلفة من ملاجئ القنابل للحماية من أنواع الهجمات المختلفة وقوة المتفجرات العدائية.

### ملجأ الحماية من الغارات الجوية
ملجأ الغارة الجوية هو عبارة عن مبنى مصمم للحماية من الطائرات القاذفة التي تسقط القنابل على مساحة كبيرة. كان هذا النوع من الملاجئ شائع خلال الحرب العالمية الثانية، في المملكة المتحدة، مثل «ملجأ موريسون».

### ملجأ للطوارئ
ملجأ ضد النووي، هو ملجأ مصمم خصيصًا للحرب النووية، مع جدران سميكة مصنوعة من مواد تهدف إلى منع الإشعاع الناتج عن انفجار نووي. تم بناء العديد من هذه الملاجئ كتدابير للدفاع المدني خلال الحرب الباردة. يحمي ملجأ الانفجار من المزيد من التفجيرات التقليدية. الغرض الرئيسي منه هو الحماية من موجات الصدمة والضغط الزائد وأيضًا من الزلازل.

### القبو
في حين أن هذه الأشكال من ملاجئ القنابل تستخدم على قدم المساواة للمدنيين والاستخدام العسكري، فإن القبو هو أكثر شيوعًا للاستخدام العسكري. يتم تجميع المستودع على عجل كجزء من تقدم عسكري مستمر، أو لعقد خطط. كانت المخابئ تحظى بشعبية أيضًا في ثقافة البقائية على قيد الحياة.

## التاريخ
منذ فترة طويلة قامت الوحدات العسكرية ببناء هياكل دفاعية للحماية من أنواع مختلفة من القصف العدائي، حتي عام 1833، كانت تعرف بعبارة «ملجأ القنابل». من ذلك العام تعرف «النافذة البابية» بأنها ملجأ مقاوم القنابل للجنود في الحامية. في عام 1881، أصدرت وزارة الحرب في الولايات المتحدة تقريرا أشارت فيه إلي أن دفاعات تشارلستون بولاية ساوث كارولينا شملت البناء في فورت مولتري من:
في وقت مبكر من عام 1895
| ملجأ القنابل | ...أحد عشر منصة دائمة للأسلحة النارية وجدران بارتفاع الصدر، وأغطية على المشارف، وجزء من البناء وجميع الأغطية الأرضية للمأوى المضاد للقنابل، ومعرض ما بعد الظهر، وجزء من الأرض يغطي المجلات، ووجه الغطاء الترابي على مقدمة القناة. | ملجأ القنابل |

في وقت مبكر من عام 1895، يظهر اختصار هذه العبارة إلى «ملجا القنابل» التقليدي في الطباعة على الأقل.

## وصلات خارجية
- الموقع الرسمي لمجموعة فيفوس.
- ملجأ فيفوس لعام 2012.
- تقرير عن حصون فيفوس.